# Santiago Hernández
Santiago Hernández Chaveco (ur. 1993) – kubański zapaśnik walczący w stylu wolnym.
Brązowy medalista mistrzostw panamerykańskich w 2023 roku.